# گیاه چوبی

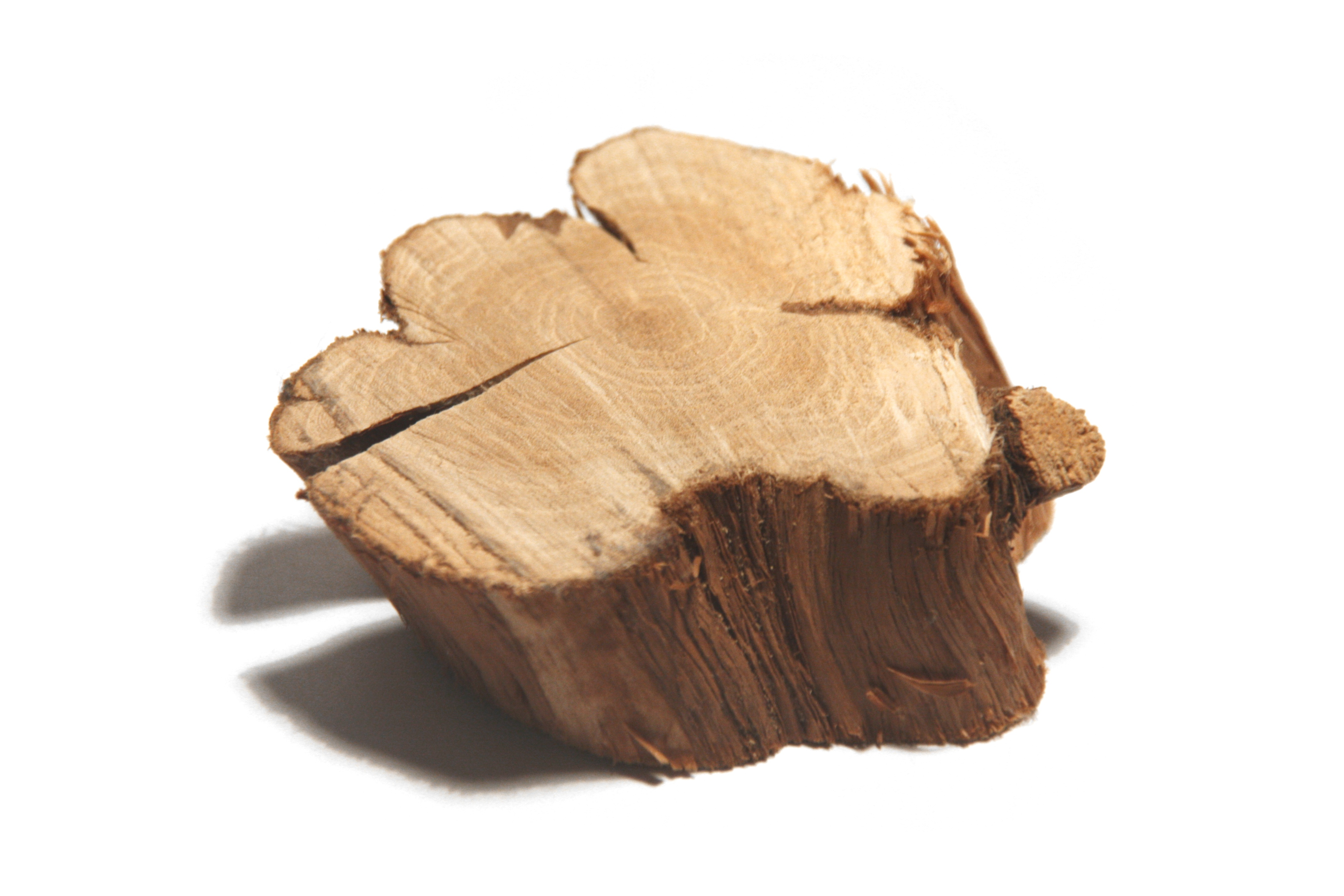
بخشی از ساقه رومارن، مثالی از گیاه چوبی ساختار چوب معمولی را نشان می‌دهد.

گیاه چوبی (به انگلیسی: Woody plant) گیاهی است که به عنوان بافت ساختاری‌اش چوب تولید می‌کند. گیاهان چوبی معمولاً درختها، درختچه‌ها، ویره‌ها هستند. این‌ها معمولاً گیاهان پایا هستند که ساقه‌ها و ریشه‌های بزرگترشان با تولید چوب از دومین بافت چوبی تقویت می‌شوند. ساقهٔ اصلی، شاخه‌های بزرگتر، و ریشه‌های این گیاهان معمولاً با لایه‌ای از پوست پوشانده می‌شوند. چوب ساختار یاختهای سازگار یافته‌ای است که اجازه می‌دهد گیاهان چوبی سال به سال از ساقه‌های بالای زمین رشد کنند، بنابراین موجب می‌گردد تعدادی از گیاهان چوبی بزرگ‌ترین و بلندترین گیاهان زمینی شوند.
چوب اصولاً از سلول‌های آوند چوبی با دیواره یاخته ساخته شده از سلولز و لیگنین
تشکیل شده است. آوند چوبی بافت آوندی است که آب و مواد غذایی را از ریشه به برگها منتقل می‌کند. بیشتر گیاهان چوبی هر سال لایه‌های جدیدی از بافت چوبی را تشکیل می‌دهند، و بنابراین قطر ساقه را سال به سال افزایش می‌دهند، و چوب جدید در سمت داخلی لایه کامبیوم آوندی می‌ماند که بلافاصله زیر پوست قرار دارد.